# August Hirschberg
Adolph August Hirschberg (* 10. Dezember 1804 in Hamburg; † 2. März 1885 in Sondershausen) war ein deutscher Apotheker und Politiker.

## Familie
Hirschberg wurde als August Michel Hirsch geboren. Der Vater war der Hamburger Kaufmann David Michael Hirsch, die Mutter Adelheid Caroline geb. Gumprecht; beide waren jüdischen Glaubens. Der Sohn konvertierte zum evangelisch-lutherischen Glauben und änderte dabei seinen Familiennamen von Hirsch zu Hirschberg. Er heiratete am 9. November 1839 in Sankt Petri (Hamburg) in erster Ehe Mathilde Henriette Wilm (* 30. März 1809 in Hamburg; † 30. August 1843 in Sondershausen), Tochter des Konditors Johann Daniel Wilm. Nach deren Tod heiratete er am 14. Oktober 1845 in Sondershausen ihre Schwester Wilhelmine Auguste (* 23. Juli 1818 in Hamburg; † 4. Oktober 1872 in Sondershausen).

## Leben
Hirschberg besuchte das Johanneum und war von 1839 bis 1854 selbstständiger Hofapotheker in Sondershausen. Danach wurde er Ministerialreferent für das Apothekenwesen im Fürstentum Schwarzburg-Sondershausen. Außerdem war er auch Agent der Versicherungsgesellschaften Colonia Feuerversicherung, Kurhessische Allgemeine Hagel-Versicherungsgesellschaft, Concordia Lebensversicherungs-AG und der preußischen Rentenversicherungsanstalt. Ab 1859 war er Schiedsmann in Sondershausen. Er war 1873 Gründungsvorsitzender des Gewerbevereins Sondershausen und 1883 dessen Ehrenpräsident. Daneben war er Mitglied vieler Vereine; u. a. war er Mitglied in dem „Freimaurer-Clubb“, den v. Sydow 1843 in Sondershausen gründete.

## Politik
Vom 31. August 1843 bis zum 28. März 1848 und vom 28. August bis zum 16. Oktober 1848 war er Abgeordneter des Schwarzburg-Sondershäuser Landtags. Im Landtag vertrat er liberal-konstitutionelle Positionen und war vom 28. Juni 1847 bis zum 24. März 1848 stellvertretender Landtagsdirektor (Landtagspräsident) und vom 29. August bis zum 4. Oktober 1848 Landtagsdirektor. Im Landtag sprach er sich für eine indirekte Wahl der Abgeordneten aus.
Bei der Wahl eines Volksvertreters für Schwarzburg-Sondershausen zur konstituierenden deutschen Nationalversammlung am 28. April 1848 wurde Hirschberg als Zweitplatzierter zum Stellvertreter gewählt. Nach dem Rücktritt des Erstplatzierten August von Blumröder war er vom 24. November 1848 bis 30. Mai 1849 Mitglied im Frankfurter Parlament in der Fraktion Württemberger Hof.
Er wurde mit dem Titel eines Kommissionsrates (1857) und der fürstlichen Verdienstmedaille für Kunst und Wissenschaft (1874) ausgezeichnet.

## Nachweise
1. ↑  Todesanzeige in Regierungs- und Nachrichtsblatt für das Fürstenthum Schwarzburg-Sondershausen vom 3. März 1885, S. 108.
2. ↑  Todes- und Dankesanzeige und Kirchenamtsangabe in Fürstlich Schwarzb. Regierungs- und Intelligenz-Blatt vom 2. September 1843, S. 287, bzw. 23. September, S. 312.
3. ↑  Kirchenamtsangabe in Fürstlich Schwarzb. Regierungs- und Intelligenz-Blatt vom 6. Dezember 1845, S. 458.
4. ↑  Todesanzeige und Kirchenamtsangabe in Der Deutsche. Sondershäuser Zeitung 1872 Nr. 120 bzw. Nr. 122.
5. ↑  Vgl. z. B. die Anzeige in Der Deutsche. Zeitung für Thüringen und den Harz 1873 Nr. 172.
6. ↑  Manfred Ohl: Die Freimaurerei. Erste Ergebnisse einer Nachforschung zur Geschichte der Freimaurerei in Sondershausen. In: Sondershäuser Beiträge (ISSN 1439-5568) Heft 3, 1993. S. 66–124; hier: S. 99.
7. ↑  Fürstlich Schwarzb. Regierungs- und Intelligenz-Blatt vom 6. Mai 1848 Beilage.
8. ↑  Vgl. An meine Wähler! in Fürstlich Schwarzb. Regierungs- und Intelligenz-Blatt vom 2. Juni 1849, S. 270–272.
9. ↑  Fürstlich Schwarzb. Regierungs- und Intelligenz-Blatt vom 26. September 1857, S. 479f.
10. ↑  Regierungs- und Nachrichtsblatt für das Fürstenthum Schwarzburg-Sondershausen vom 26. Mai 1874, S. 249.

| Personendaten    | Personendaten                                    |
| ---------------- | ------------------------------------------------ |
| NAME             | Hirschberg, August                               |
| ALTERNATIVNAMEN  | Hirschberg, Adolph August; Hirsch, August Michel |
| KURZBESCHREIBUNG | deutscher Apotheker und Politiker                |
| GEBURTSDATUM     | 10. Dezember 1804                                |
| GEBURTSORT       | Hamburg                                          |
| STERBEDATUM      | 2. März 1885                                     |
| STERBEORT        | Sondershausen                                    |